# Плютей львино-жёлтый
Плюте́й львино-жёлтый, или льви́ный (лат. Pluteus leoninus) — гриб из рода Плютей семейства Плютеевые. В системе рода Плютей С. П. Вассера относится к секции Hispidoderma подрода Hispidocelluloderma, в системе Э. Веллинги к подсекции Hispidodermini секции Celluloderma. Считается малоизвестным съедобным грибом.

## Таксономия
Синонимы:
- Agaricus chrysolithus Batsch, 1783, nom. illeg.
- Agaricus leoninus Schaeff., 1774basionym
- Agaricus sororiatus P. Karst., 1868
- Pluteus fayodii Damblon, Darimont & Lambinon, 1959
- Pluteus flavobrunneus J. Favre, 1960, nom. inval.
- Pluteus luteomarginatus Rolland, 1889
- Pluteus sororiatus (P. Karst.) P. Karst., 1879 — Плютей кучковатый

Плютей кучковатый (P. sororiatus) считается синонимом, однако ряд авторов признаёт его самостоятельным видом, отмечая существенные отличия как по морфологическим признакам, так и по экологии. Pluteus luteomarginatus в таком случае считается синонимом плютея кучковатого, а не львино-жёлтого.
Омонимы:
- Pluteus leoninus sensu Rea (1922), Cooke — синоним для Pluteus aurantiorugosus (Trog) Sacc. 1896 — Плютей оранжево-морщинистый[4].
- Pluteus leoninus sensu Singer (1930), Imai (1938), Romagn. (1956) — синоним для Pluteus chrysophaeus (Schaeff.) Quél. 1872 — Плютей золотисто-окрашенный[3].

## Описание
Шляпка диаметром 3—6(8) см, от колокольчатой до плоско-выпуклой, с небольшим широким бугорком и зубчатым, полосатым просвечивающим краем. Поверхность вблизи края голая, к центру бархатистая, мелкочешуйчатая, цвет её описывают как яично-жёлтый или золотисто-жёлтый до медового, буровато-жёлтого, в центре более тёмный.
Пластинки свободные, широкие, частые, сначала беловато-желтоватые, затем розовые, с беловатым краем. Имеются пластиночки.
Ножка 4—7×0,3—1 см, центральная или эксцентрическая, цилиндрическая, утолщённая у основания, плотная. Поверхность гладкая, беловатая, к основанию желтоватая, золотисто-волокнистая.
Мякоть белая, на срезе не изменяется, под кожицей шляпки лимонно-жёлтая, вкус и запах не выражены.
Остатки покрывал отсутствуют.
Споровый порошок розовый. Споры 6—7×5—6 мкм, гладкие, от почти шаровидных до яйцевидных.
Базидии четырёхспоровые, булавовидные, тонкостенные, бесцветные, размерами 20—30×8—10 мкм.
Хейлоцистиды бутылковидные, тонкостенные, иногда с апикальным придатком, бесцветные, 60—100(110)×20—30 мкм. Плевроцистиды различной формы: веретеновидные, булавовидные или бутылковидные, с апикальным придатком и 1—3 крючковидными отростками или без них, бесцветные, тонкостенные, 30—70×10—25 мкм.
Гифы тонкостенные, без пряжек, в кожице шляпки шириной 8—22 мкм, веретеновидные, содержат жёлтый пигмент, в покровах ножки бесцветные, шириной 5—7 мкм.

## Сходные виды
- Плютей оранжево-морщинистый (Pluteus aurantiorugosus) отличается по цвету шляпки, более светлой ножкой, микроскопическими признаками и экологическими условиями произрастания.
- Pluteus roseipes произрастает только в горных хвойных лесах, отличается цветом шляпки и размером спор[3][6].

Для плютея кучковатого (Pluteus sororiatus) С. П. Вассером приводится описание, отличное от описаний плютея львино-жёлтого.
Общий размер плодовых тел несколько больший — диаметр шляпки до 11 см, ножка длиной до 10 см. Поверхность шляпки иногда бывает нежно-морщинистой. Ножка беловато-розовая, в основании розовая, волокнистая, мелкобороздчатая. Пластинки с возрастом становятся желтовато-розовые, желтовато-коричневые с желтоватым краем. Мякоть беловатая, под кожицей с серовато-желтоватым оттенком, кисловатого вкуса. Гифы кожицы шляпки расположены перпендикулярно её поверхности, состоят из клеток размером 80—220×12—40 мкм. Споры 7—8×4,5—6,5 мкм, базидии 25—30×7—10 мкм, хейлоцистиды 35—110×8—25 мкм, в молодом возрасте содержат желтоватый пигмент, затем бесцветные, плевроцистиды 40—90×10—30 мкм. Растёт на остатках древесины в хвойных лесах.

## Экология и распространение
Сапротроф на полусгнившей древесине, растёт в лиственных лесах, преимущественно дубовых и буковых, встречается редко. Широко распространён в Европе, в Закавказье (Грузия, Армения), в Азии известен в Израиле, Западной и Восточной Сибири, Китае, Приморском крае, Японии, в Северной Африке — в Алжире и Марокко. В Европейской части России обнаружен в Ленинградской, Московской и Самарской областях.
Сезон: июль — октябрь.